# كيلي جاك سويفت
كيلي جاك سويفت (بالإنجليزية: Kelly Jack Swift)‏ هو لاعب كرة قاعدة أمريكي، ولد في 6 مايو 1920، وتوفي في 5 أبريل 1965 بسبب قصور كلوي.